# Aeroportul Mount Keith
Aeroportul Mount Keith (IATA: WME, ICAO: YMNE) este un aeroport din Australia de Vest, Australia.
Situat la o altitudine de 546 m, aeroportul dispune de o singură pistă. Este operat de BHP Group.